# Abisara niasana
Abisara niasana är en fjärilsart som beskrevs av Hans Fruhstorfer 1904. Abisara niasana ingår i släktet Abisara och familjen Riodinidae. Inga underarter finns listade i Catalogue of Life.